# Оплакування Христа (Дюрер)
«Оплакування Христа» (нім. Glimsche Beweinung) — вівтарна картина німецького художника Альбрехта Дюрера 1500 року. Твір намальовано олійними фарбами на дошці з хвойного дерева (ялиці або ялини) у розмірах 151×121 см. Нині знаходиться в Старій пінакотеці в Мюнхені.

## Історія
Картину замовив золотар Альбрехт Ґлімм, щоб вшанувати пам'ять своєї першої дружини Маргарет Гольцманн, яка померла 1500 року. Після усунення пізніших нашарувань під час консервації 1924 року, з-під шару фарби в нижніх кутках картини виступили фігури жертводавців — чоловіка з трьома дітьми та його вмерлої дружини, намальованих меншими у порівнянні з фігурами святих. У розпізнанні замовників твору більше допомогли розміщені поруч герби, аніж реальна їхня схожість на зображених постатей.
Картина зберігалася в Мюнхені вже на початку XVII століття, що підтверджують записи інвентаризації Великої князівської картинної галереї 1603—1608 років.

## Опис
Зняте з хреста тіло Ісуса Христа зображено лежачи боком з головою направленою вверх у лівій частині картини; тіло за плечі підтримує Нікодим, а благочестиві жінки схиляються перед ним. Серед жінок також можна виділити Діву Марію, зображену в цілковитому потрясінні. Праворуч домінують три людини, що стоять одним рядом по діагоналі (зліва направо) відносно тіла померлого Христа та інший ряд з трьох благочестивих жінок з Марією посередині. Постаті зображенні праворуч: молодий святий Йоан, Марія Магдалена та Йосип Ариматейський; водночас Марія Магдалена і Йосип тримають керамічні посудини з запашними бальзамами, щоб помазати тіло померлого перед похованням. Посередині картини, в самому низу, видно терновий вінець.